# 莊陵 (南梁)
莊陵为中国梁简文帝萧纲及其正妻王靈賓的合葬陵园，位于江苏省丹阳市荆林镇三城村北，南距梁武帝修陵60米。陵墓向东，已平。陵前神道存石天禄一只。高3.16米。已残。

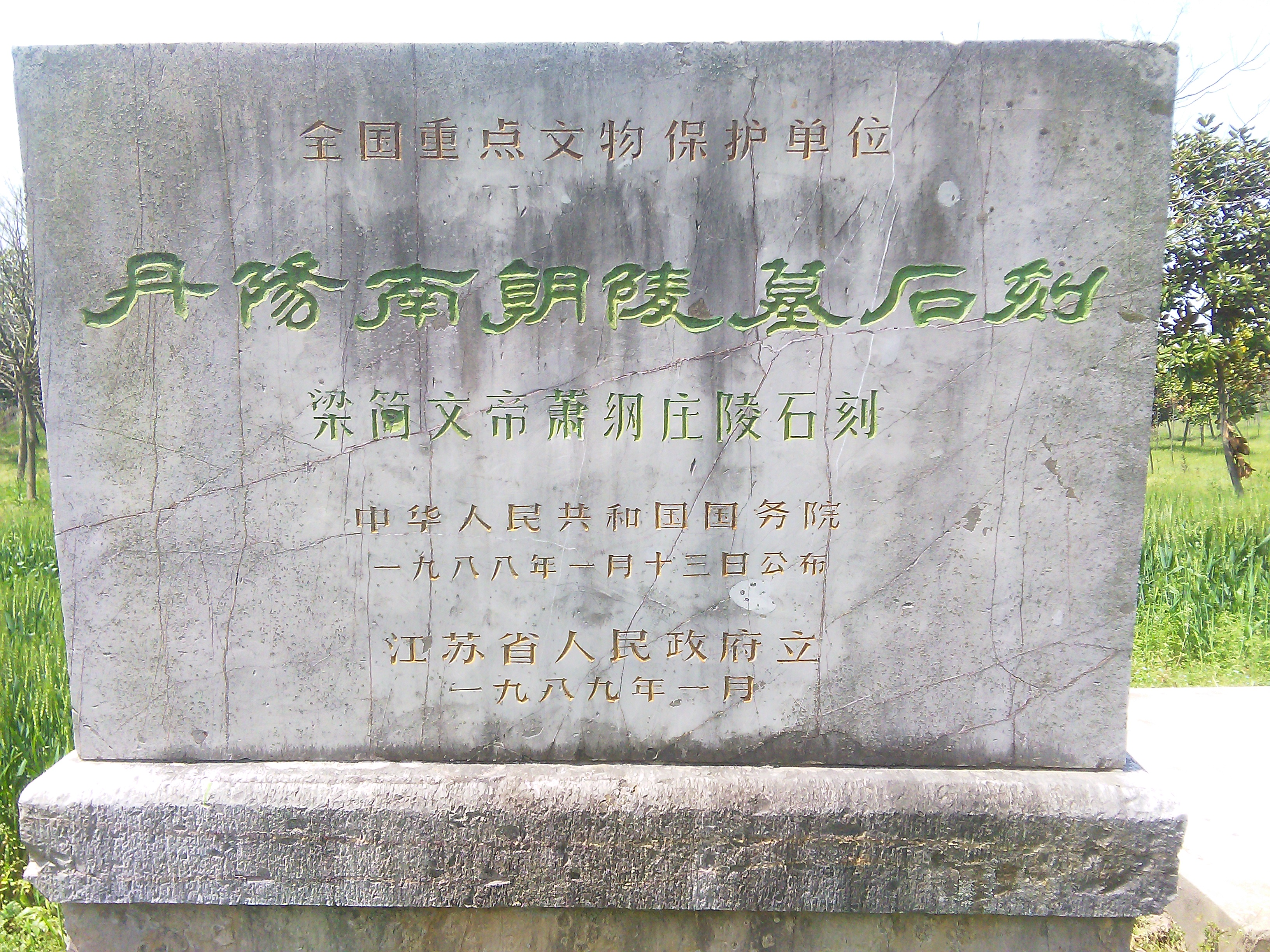
国保碑